# 6 uur van Spa-Francorchamps 2020
De 6 uur van Spa-Francorchamps 2020 was de zesde race van het FIA World Endurance Championship-seizoen 2019-2020. De race werd verreden op 15 augustus 2020 op het Circuit de Spa-Francorchamps nabij Spa, België. De race zou oorspronkelijk op 25 april worden gehouden, maar werd vanwege de coronapandemie uitgesteld.
De race werd gewonnen door de Toyota Gazoo Racing #7 van Mike Conway, Kamui Kobayashi en José María López. De LMP2-klasse werd gewonnen door de United Autosports #22 van Filipe Albuquerque, Philip Hanson en Paul di Resta. De LMGTE Pro-klasse werd gewonnen door de Porsche GT Team #92 van Michael Christensen en Kévin Estre. De LMGTE Am-klasse werd gewonnen door de AF Corse #83 van Emmanuel Collard, Nicklas Nielsen en François Perrodo.

## Inschrijvingen
Er waren 29 auto's ingeschreven voor de race, bestaande uit vier in de LMP1-klasse, negen in de LMP2-klasse, zes in de LMGTE Pro-klasse en tien in de LMGTE Am-klasse. In de LMP1-klasse reed de #4 ByKolles Racing Team zijn eerste race van het seizoen. In de LMP2-klasse was de #35 Eurasia Motorsport een eenmalige inschrijving. In de #29 Racing Team Nederland werd Nyck de Vries vervangen door Job van Uitert omdat hij op dat moment in de Formule E actief was. Tevens werd Gabriel Aubry in de #37 Jackie Chan DC Racing vanwege een coronabesmetting vervangen door Ryan Cullen. In de LMGTE Am-klasse was de #70 MR Racing afwezig. In de #88 Dempsey-Proton Racing werden Bret Curtis, Adrien De Leener en Thomas Preining vervangen door Gianluca Giraudi, Lucas Légeret en Ricardo Sánchez. Tot slot werd Darren Turner in de #98 Aston Martin Racing vervangen door Augusto Farfus.

## Kwalificatie
Tijden vetgedrukt betekent de snelste tijd in die klasse.
| Pos. | Klasse    | No. | Team                  | Tijd     | Grid |
| ---- | --------- | --- | --------------------- | -------- | ---- |
| 1    | LMP1      | 1   | Rebellion Racing      | 1:59.577 | 1    |
| 2    | LMP1      | 8   | Toyota Gazoo Racing   | 2:00.417 | 2    |
| 3    | LMP1      | 7   | Toyota Gazoo Racing   | 2:01.070 | 3    |
| 4    | LMP1      | 4   | ByKolles Racing Team  | 2:01.907 | 4    |
| 5    | LMP2      | 22  | United Autosports     | 2:02.148 | 5    |
| 6    | LMP2      | 38  | Jota Sport            | 2:03.697 | 6    |
| 7    | LMP2      | 42  | Cool Racing           | 2:03.956 | 7    |
| 8    | LMP2      | 37  | Jackie Chan DC Racing | 2:04.198 | 8    |
| 9    | LMP2      | 36  | Signatech Alpine Elf  | 2:04.235 | 9    |
| 10   | LMP2      | 33  | High Class Racing     | 2:04.710 | 10   |
| 11   | LMP2      | 47  | Cetilar Racing        | 2:05.547 | 11   |
| 12   | LMGTE Pro | 92  | Porsche GT Team       | 2:14.207 | 12   |
| 13   | LMGTE Pro | 97  | Aston Martin Racing   | 2:14.635 | 13   |
| 14   | LMGTE Pro | 95  | Aston Martin Racing   | 2:14.643 | 14   |
| 15   | LMGTE Pro | 91  | Porsche GT Team       | 2:14.923 | 15   |
| 16   | LMGTE Pro | 71  | AF Corse              | 2:15.356 | 16   |
| 17   | LMGTE Pro | 51  | AF Corse              | 2:15.383 | 17   |
| 18   | LMGTE Am  | 77  | Dempsey-Proton Racing | 2:16.519 | 18   |
| 19   | LMGTE Am  | 56  | Team Project 1        | 2:16.649 | 19   |
| 20   | LMGTE Am  | 57  | Team Project 1        | 2:17.145 | 20   |
| 21   | LMGTE Am  | 98  | Aston Martin Racing   | 2:17.563 | 21   |
| 22   | LMGTE Am  | 83  | AF Corse              | 2:17.593 | 22   |
| 23   | LMGTE Am  | 90  | TF Sport              | 2:17.658 | 23   |
| 24   | LMGTE Am  | 54  | AF Corse              | 2:18.314 | 24   |
| 25   | LMGTE Am  | 88  | Dempsey-Proton Racing | 2:18.841 | 25   |
| 26   | LMGTE Am  | 62  | Red River Sport       | 2:18.945 | 26   |
| 27   | LMGTE Am  | 86  | Gulf Racing           | 2:18.967 | 27   |
| 28   | LMP2      | 35  | Eurasia Motorsport    | 2:18.997 | 28   |
| 29   | LMP2      | 29  | Racing Team Nederland | 2:02.774 | 29   |

## Uitslag
Winnaars in hun klasse zijn vetgedrukt; LMP1 is rood, LMP2 is blauw, LMGTE Pro is groen en LMGTE Am is oranje.
| Pos. | Klasse    | No. | Team                  | Coureurs                                                 | Chassis                       | Banden | Ronden | Tijd/Reden  |
| Pos. | Klasse    | No. | Team                  | Coureurs                                                 | Motor                         | Banden | Ronden | Tijd/Reden  |
| ---- | --------- | --- | --------------------- | -------------------------------------------------------- | ----------------------------- | ------ | ------ | ----------- |
| 1    | LMP1      | 7   | Toyota Gazoo Racing   | Mike Conway Kamui Kobayashi José María López             | Toyota TS050 Hybrid           | M      | 143    | 6:00:02.534 |
| 1    | LMP1      | 7   | Toyota Gazoo Racing   | Mike Conway Kamui Kobayashi José María López             | Toyota 2.4 L Turbo V6         | M      | 143    | 6:00:02.534 |
| 2    | LMP1      | 8   | Toyota Gazoo Racing   | Sébastien Buemi Brendon Hartley Kazuki Nakajima          | Toyota TS050 Hybrid           | M      | 143    | +34.170     |
| 2    | LMP1      | 8   | Toyota Gazoo Racing   | Sébastien Buemi Brendon Hartley Kazuki Nakajima          | Toyota 2.4 L Turbo V6         | M      | 143    | +34.170     |
| 3    | LMP1      | 1   | Rebellion Racing      | Gustavo Menezes Norman Nato Bruno Senna                  | Rebellion R13                 | M      | 142    | +1 ronde    |
| 3    | LMP1      | 1   | Rebellion Racing      | Gustavo Menezes Norman Nato Bruno Senna                  | Gibson GL458 4.5 L V8         | M      | 142    | +1 ronde    |
| 4    | LMP2      | 22  | United Autosports     | Filipe Albuquerque Philip Hanson Paul di Resta           | Oreca 07                      | M      | 140    | +3 ronden   |
| 4    | LMP2      | 22  | United Autosports     | Filipe Albuquerque Philip Hanson Paul di Resta           | Gibson GK428 4.2 L V8         | M      | 140    | +3 ronden   |
| 5    | LMP2      | 42  | Cool Racing           | Antonin Borga Alexander Coigny Nicolas Lapierre          | Oreca 07                      | M      | 139    | +4 ronden   |
| 5    | LMP2      | 42  | Cool Racing           | Antonin Borga Alexander Coigny Nicolas Lapierre          | Gibson GK428 4.2 L V8         | M      | 139    | +4 ronden   |
| 6    | LMP2      | 29  | Racing Team Nederland | Frits van Eerd Giedo van der Garde Job van Uitert        | Oreca 07                      | M      | 139    | +4 ronden   |
| 6    | LMP2      | 29  | Racing Team Nederland | Frits van Eerd Giedo van der Garde Job van Uitert        | Gibson GK428 4.2 L V8         | M      | 139    | +4 ronden   |
| 7    | LMP2      | 38  | Jota Sport            | Anthony Davidson António Félix da Costa Roberto González | Oreca 07                      | G      | 139    | +4 ronden   |
| 7    | LMP2      | 38  | Jota Sport            | Anthony Davidson António Félix da Costa Roberto González | Gibson GK428 4.2 L V8         | G      | 139    | +4 ronden   |
| 8    | LMP2      | 47  | Cetliar Racing        | Andrea Belicchi Roberto Lacorte Giorgio Sernagiotto      | Dallara P217                  | M      | 137    | +6 ronden   |
| 8    | LMP2      | 47  | Cetliar Racing        | Andrea Belicchi Roberto Lacorte Giorgio Sernagiotto      | Gibson GK428 4.2 L V8         | M      | 137    | +6 ronden   |
| 9    | LMGTE Pro | 92  | Porsche GT Team       | Michael Christensen Kévin Estre                          | Porsche 911 RSR-19            | M      | 135    | +8 ronden   |
| 9    | LMGTE Pro | 92  | Porsche GT Team       | Michael Christensen Kévin Estre                          | Porsche 4.2 L Flat-6          | M      | 135    | +8 ronden   |
| 10   | LMGTE Pro | 95  | Aston Martin Racing   | Marco Sørensen Nicki Thiim                               | Aston Martin Vantage AMR      | M      | 135    | +8 ronden   |
| 10   | LMGTE Pro | 95  | Aston Martin Racing   | Marco Sørensen Nicki Thiim                               | Aston Martin 4.0 L Turbo V8   | M      | 135    | +8 ronden   |
| 11   | LMGTE Pro | 97  | Aston Martin Racing   | Alex Lynn Maxime Martin                                  | Aston Martin Vantage AMR      | G      | 135    | +8 ronden   |
| 11   | LMGTE Pro | 97  | Aston Martin Racing   | Alex Lynn Maxime Martin                                  | Aston Martin 4.0 L Turbo V8   | G      | 135    | +8 ronden   |
| 12   | LMGTE Pro | 51  | AF Corse              | James Calado Alessandro Pier Guidi                       | Ferrari 488 GTE Evo           | M      | 135    | +8 ronden   |
| 12   | LMGTE Pro | 51  | AF Corse              | James Calado Alessandro Pier Guidi                       | Ferrari F154CB 4.0 L Turbo V8 | M      | 135    | +8 ronden   |
| 13   | LMGTE Pro | 91  | Porsche GT Team       | Gianmaria Bruni Richard Lietz                            | Porsche 911 RSR-19            | M      | 135    | +8 ronden   |
| 13   | LMGTE Pro | 91  | Porsche GT Team       | Gianmaria Bruni Richard Lietz                            | Porsche 4.2 L Flat-6          | M      | 135    | +8 ronden   |
| 14   | LMGTE Pro | 71  | AF Corse              | Miguel Molina Davide Rigon                               | Ferrari 488 GTE Evo           | M      | 135    | +8 ronden   |
| 14   | LMGTE Pro | 71  | AF Corse              | Miguel Molina Davide Rigon                               | Ferrari F154CB 4.0 L Turbo V8 | M      | 135    | +8 ronden   |
| 15   | LMGTE Am  | 83  | AF Corse              | Emmanuel Collard Nicklas Nielsen François Perrodo        | Ferrari 488 GTE Evo           | M      | 134    | +9 ronden   |
| 15   | LMGTE Am  | 83  | AF Corse              | Emmanuel Collard Nicklas Nielsen François Perrodo        | Ferrari F154CB 4.0 L Turbo V8 | M      | 134    | +9 ronden   |
| 16   | LMGTE Am  | 77  | Dempsey-Proton Racing | Matt Campbell Riccardo Pera Christian Ried               | Porsche 911 RSR               | M      | 134    | +9 ronden   |
| 16   | LMGTE Am  | 77  | Dempsey-Proton Racing | Matt Campbell Riccardo Pera Christian Ried               | Porsche 4.0 L Flat-6          | M      | 134    | +9 ronden   |
| 17   | LMGTE Am  | 90  | TF Sport              | Jonathan Adam Charlie Eastwood Salih Yoluç               | Aston Martin Vantage AMR      | M      | 134    | +9 ronden   |
| 17   | LMGTE Am  | 90  | TF Sport              | Jonathan Adam Charlie Eastwood Salih Yoluç               | Aston Martin 4.0 L Turbo V8   | M      | 134    | +9 ronden   |
| 18   | LMGTE Am  | 56  | Team Project 1        | Matteo Cairoli Laurents Hörr Egidio Perfetti             | Porsche 911 RSR               | M      | 133    | +10 ronden  |
| 18   | LMGTE Am  | 56  | Team Project 1        | Matteo Cairoli Laurents Hörr Egidio Perfetti             | Porsche 4.0 L Flat-6          | M      | 133    | +10 ronden  |
| 19   | LMGTE Am  | 88  | Dempsey-Proton Racing | Gianluca Giraudi Lucas Légeret Ricardo Sánchez           | Porsche 911 RSR               | M      | 133    | +10 ronden  |
| 19   | LMGTE Am  | 88  | Dempsey-Proton Racing | Gianluca Giraudi Lucas Légeret Ricardo Sánchez           | Porsche 4.0 L Flat-6          | M      | 133    | +10 ronden  |
| 20   | LMGTE Am  | 57  | Team Project 1        | Jeroen Bleekemolen Felipe Fraga Ben Keating              | Porsche 911 RSR               | M      | 133    | +10 ronden  |
| 20   | LMGTE Am  | 57  | Team Project 1        | Jeroen Bleekemolen Felipe Fraga Ben Keating              | Porsche 4.0 L Flat-6          | M      | 133    | +10 ronden  |
| 21   | LMGTE Am  | 54  | AF Corse              | Francesco Castellacci Giancarlo Fisichella Thomas Flohr  | Ferrari 488 GTE Evo           | M      | 133    | +10 ronden  |
| 21   | LMGTE Am  | 54  | AF Corse              | Francesco Castellacci Giancarlo Fisichella Thomas Flohr  | Ferrari F154CB 4.0 L Turbo V8 | M      | 133    | +10 ronden  |
| 22   | LMGTE Am  | 62  | Red River Sport       | Bonamy Grimes Charles Hollings Johnny Mowlem             | Ferrari 488 GTE Evo           | M      | 132    | +11 ronden  |
| 22   | LMGTE Am  | 62  | Red River Sport       | Bonamy Grimes Charles Hollings Johnny Mowlem             | Ferrari F154CB 4.0 L Turbo V8 | M      | 132    | +11 ronden  |
| 23   | LMP2      | 37  | Jackie Chan DC Racing | Ryan Cullen Will Stevens Ho-Pin Tung                     | Oreca 07                      | G      | 132    | +11 ronden  |
| 23   | LMP2      | 37  | Jackie Chan DC Racing | Ryan Cullen Will Stevens Ho-Pin Tung                     | Gibson GK428 4.2 L V8         | G      | 132    | +11 ronden  |
| 24   | LMP2      | 33  | High Class Racing     | Anders Fjordbach Mark Patterson Kenta Yamashita          | Oreca 07                      | G      | 132    | +11 ronden  |
| 24   | LMP2      | 33  | High Class Racing     | Anders Fjordbach Mark Patterson Kenta Yamashita          | Gibson GK428 4.2 L V8         | G      | 132    | +11 ronden  |
| 25   | LMGTE Am  | 98  | Aston Martin Racing   | Paul Dalla Lana Augusto Farfus Ross Gunn                 | Aston Martin Vantage AMR      | G      | 131    | +12 ronden  |
| 25   | LMGTE Am  | 98  | Aston Martin Racing   | Paul Dalla Lana Augusto Farfus Ross Gunn                 | Aston Martin 4.0 L Turbo V8   | G      | 131    | +12 ronden  |
| 26   | LMGTE Am  | 86  | Gulf Racing           | Ben Barker Michael Wainwright Andrew Watson              | Porsche 911 RSR               | M      | 130    | +13 ronden  |
| 26   | LMGTE Am  | 86  | Gulf Racing           | Ben Barker Michael Wainwright Andrew Watson              | Porsche 4.0 L Flat-6          | M      | 130    | +13 ronden  |
| 27   | LMP1      | 4   | ByKolles Racing Team  | Tom Dillmann Bruno Spengler Oliver Webb                  | ENSO CLM P1/01                | M      | 126    | +17 ronden  |
| 27   | LMP1      | 4   | ByKolles Racing Team  | Tom Dillmann Bruno Spengler Oliver Webb                  | Gibson GL458 4.5 L V8         | M      | 126    | +17 ronden  |
| 28   | LMP2      | 35  | Eurasia Motorsport    | Nick Foster Roberto Merhi Nobuya Yamanaka                | Ligier JS P217                | M      | 122    | +21 ronden  |
| 28   | LMP2      | 35  | Eurasia Motorsport    | Nick Foster Roberto Merhi Nobuya Yamanaka                | Gibson GK428 4.2 L V8         | M      | 122    | +21 ronden  |
| DNF  | LMP2      | 36  | Signatech Alpine Elf  | Thomas Laurent André Negrão Pierre Ragues                | Alpine A470                   | M      | 106    | Ongeluk     |
| DNF  | LMP2      | 36  | Signatech Alpine Elf  | Thomas Laurent André Negrão Pierre Ragues                | Gibson GK428 4.2 L V8         | M      | 106    | Ongeluk     |

## Tussenstanden na wedstrijd
LMP (coureurs)
| Pos | Coureur                                         | Punten |
| --- | ----------------------------------------------- | ------ |
| 1   | Mike Conway Kamui Kobayashi José María López    | 137    |
| 2   | Sébastien Buemi Brendon Hartley Kazuki Nakajima | 125    |
| 3   | Gustavo Menezes Norman Nato Bruno Senna         | 109    |
| 4   | Filipe Albuquerque Philip Hanson                | 54     |
| 5   | Paul di Resta                                   | 46     |

LMP1 (teams)
| Pos | Team                | Punten |
| --- | ------------------- | ------ |
| 1   | Toyota Gazoo Racing | 151    |
| 2   | Rebellion Racing    | 109    |
| 3   | Team LNT            | 29     |

GTE (coureurs)
| Pos | Coureur                            | Punten |
| --- | ---------------------------------- | ------ |
| 1   | Marco Sørensen Nicki Thiim         | 127    |
| 2   | Michael Christensen Kévin Estre    | 108    |
| 3   | James Calado Alessandro Pier Guidi | 95     |
| 4   | Alex Lynn Maxime Martin            | 92     |
| 5   | Gianmaria Bruni Richard Lietz      | 79     |

GTE (constructeurs)
| Pos | Constructeur | Punten |
| --- | ------------ | ------ |
| 1   | Aston Martin | 219    |
| 2   | Porsche      | 190    |
| 3   | Ferrari      | 166    |

LMP2 (coureurs)
| Pos | Coureur                            | Punten |
| --- | ---------------------------------- | ------ |
| 1   | Filipe Albuquerque Philip Hanson   | 120    |
| 2   | Paul di Resta                      | 105    |
| 3   | Will Stevens Ho-Pin Tung           | 98     |
| 4   | Frits van Eerd Giedo van der Garde | 91     |
| 5   | Gabriel Aubry                      | 90     |

LMP2 (teams)
| Pos | Nr | Team                  | Punten |
| --- | -- | --------------------- | ------ |
| 1   | 22 | United Autosports     | 120    |
| 2   | 37 | Jackie Chan DC Racing | 98     |
| 3   | 29 | Racing Team Nederland | 91     |
| 4   | 38 | Jota Sport            | 89     |
| 5   | 42 | Cool Racing           | 79     |

GTE Am (coureurs)
| Pos | Coureur                                           | Punten |
| --- | ------------------------------------------------- | ------ |
| 1   | Emmanuel Collard Nicklas Nielsen François Perrodo | 110    |
| 2   | Jonathan Adam Charlie Eastwood Salih Yoluç        | 98     |
| 3   | Jeroen Bleekemolen Ben Keating                    | 81,5   |
| 4   | Paul Dalla Lana Ross Gunn                         | 80,5   |
| 5   | Darren Turner                                     | 78,5   |

GTE Am (teams)
| Pos | Nr | Team                  | Punten |
| --- | -- | --------------------- | ------ |
| 1   | 83 | AF Corse              | 110    |
| 2   | 90 | TF Sport              | 98     |
| 3   | 57 | Team Project 1        | 81,5   |
| 4   | 98 | Aston Martin Racing   | 80,5   |
| 5   | 77 | Dempsey-Proton Racing | 61,5   |